# Procópio de Cesareia
Procópio de Cesareia (em grego:  Προκόπιος ο Καισαρεύς; em latim: Procopius) foi um destacado historiador bizantino do século VI, cujas obras constituem a principal fonte de informação acerca do reinado de Justiniano I.

## Biografia
À parte sua própria obra, a fonte mais importante para o conhecimento da sua biografia é o Suda, uma enciclopédia bizantina do século X. Porém nela apenas aparecem dados em relação às origens de Procópio. Sabe-se, porém, que era originário da cidade de Cesareia, na Palestina. Estudou os clássicos gregos e assistiu a uma escola de Direito, provavelmente em Berytus (atual Beirute). Foi rhetor (advogado) e, em 527, tornou-se assessor (conselheiro legal) de Belisário, que então começava a sua brilhante carreira militar. Com ele, encontrava-se na frente oriental quando foi derrotado na batalha de Calínico (531) , bem como foi testemunha de como Belisário reprimiu a revolta de Nica em 532. 
No ano seguinte acompanhou-o na sua vitoriosa expedição contra o reino vândalo do Norte da África, onde participou na conquista de Cartago. Quando Belisário regressou para Constantinopla, Procópio permaneceu na África, mas pouco depois voltou a reunir-se com ele por ocasião da sua campanha contra o reino ostrogodo da Itália. Ali foi também testemunha de importantes acontecimentos, como o assédio de Roma pelos ostrogodos, em 537-538, e a conquista de Ravena, capital do reino godo, por Belisário, em 540. A julgar pelo escrito por Procópio no livro VIII das suas "Guerras" e na "História secreta", as relações com Belisário deveram de se ter esfriado posteriormente". De fato, parece que quando Belisário regressou para a Itália para se enfrentar com o novo rei ostrogodo, Tótila, Procópio não participou na expedição. Em 542, encontrava-se em Constantinopla, pois descreve a peste que sofreu a cidade nesse ano.
Sobre a vida posterior de Procópio nada se sabe, exceto que recebeu o título de illustris em 560. É possível que chegasse a ser prefeito urbano de Constantinopla em 562-563 (nestes anos houve ao menos um prefeito com o mesmo nome).

## Obras
Procópio é considerado por muitos o último historiador da Antiguidade tardia. Escreveu em grego clássico, tomando como modelos a Heródoto e a Tucídides. O seu purismo idiomático chega ao extremo de dar uma explicação das palavras contemporâneas que utiliza: sente-se obrigado, por exemplo, a explicar o significado cristão da palavra ekklesia, ou a aclarar que eram os monges. A obra de Procópio não abordou nunca o tema eclesiástico, embora, segundo as suas próprias afirmações (em História Secreta 26.18) projetasse escrever uma história eclesiástica, segundo o modelo de Eusébio de Cesareia.
Escreveu uma história em oito livros a respeito das guerras da época de Justiniano, um panegírico das suas obras públicas e a História secreta, na qual afirma incluir todos os escândalos que não pôde consignar nas suas obras oficiais.

### História das guerras
História das guerras (lat. De bellis; gr. Polemon) é uma obra dividida em oito livros a respeito das guerras travadas pelo Império Romano durante o reinado de Justiniano I, de muitas das quais foi Procópio testemunha presencial. Os primeiros sete livros parecem ter sido concluídos por volta de 545, mas foram atualizados pouco antes da sua publicação, em 552, pois incluem referências a acontecimentos de princípios de 551. Mais tarde, Procópio acrescentou o livro VIII, que relata os fatos ocorridos até 552, ano em que o general Narses destruiu definitivamente o Reino Ostrogodo, durante a Guerra Gótica.

### Sobre os edifícios
Sobre os edifícios (lat.De aedificiis; gr.Peri Ktismaton) é um panegírico acerca das numerosas obras públicas realizadas pelo imperador Justiniano. Estruturado em seis livros, foi escrito seguramente na segunda metade da década de 550, e publicado em 561. Nesta obra, Justiniano é apresentado como o protótipo de governante cristão que ergue igrejas para a glória de Deus, fortifica a cidade para a salvaguarda dos seus súditos e demonstra uma especial preocupação pelo abastecimento d'água.

### História Secreta
A obra mais célebre de Procópio é a História Secreta. Embora se mencione no Suda, onde toma o título grego de Anekdota (composição inédita), somente se descobriu vários séculos mais tarde, na Biblioteca Vaticana, e não se editou até 1623. Cobre os mesmos anos que os sete primeiros livros das Guerras, e parece ter sido escrita depois da edição dessa obra. A teoria mais aceite situa a data da sua composição por volta de 550, embora outros autores prefiram a data de 562. Segundo o autor, na obra relata aquilo que não estava autorizado a escrever nas suas obras oficiais por medo às represálias de Justiniano e Teodora.
A História Secreta constitui uma vitriólica invectiva contra o imperador Justiniano e a sua esposa Teodora, sem esquecer o seu antigo amigo Belisário e a sua esposa, Antonina. As afirmações que faz em relação a estes personagens - especialmente sobre Teodora - chegam ao pornográfico. Contrasta fortemente a visão que do imperador oferece Procópio na sua Sobre os edifícios com o retrato dado aqui, até o ponto de ter-se chegado a duvidar de que fosse ele o verdadeiro autor da História secreta. A análise do texto, porém, corrobora dum modo fidedigno esta atribuição.